# Exalphus solangae
Exalphus solangae es una especie de escarabajo longicornio del género Exalphus, tribu Acanthoderini, subfamilia Lamiinae. Fue descrita científicamente por Souza & Monné M. L. en 2014.
La especie se mantiene activa durante el mes de agosto.

## Descripción
Mide 9,9 milímetros de longitud.

## Distribución
Se distribuye por Brasil.